# 臼杵市立野津中学校
臼杵市立野津中学校（うすきしりつ のつちゅうがっこう）は、大分県臼杵市にある公立中学校である。

## 年表
- 1947年
  - 5月5日 - 川登村立川登中学校設立。
  - 5月6日 - 野津町立野津中学校設立。
  - 5月12日 - 南野津村立南野津中学校設立。
  - 5月15日 - 戸上村立戸上中学校設立。
  - 5月 - 田野村立田野中学校設立。
- 1950年4月 - 野津中学校及び田野中学校を統合し、野津町田野村組合立野津中学校が発足。
- 1951年4月1日 - 野津町と田野村の新設合併により新たに野津町が発足し、野津町田野村組合立野津中学校が野津町立野津中学校に改称。
- 1955年
  - 3月28日 - 野津町、南野津村、川登村の新設合併により新たに野津町が発足し、川登村立川登中学校が野津町立立川登中学校、南野津村立南野津中学校が野津町立南野津中学校に改称。
  - 3月28日 - 犬飼町と戸上村等の新設合併により新たに犬飼町が発足し、戸上村立戸上中学校が犬飼町立戸上中学校に改称。
- 1957年4月1日 - 戸上地区の犬飼町から野津町への編入に伴い、犬飼町立戸上中学校が野津町立戸上中学校に改称。
- 1970年 - 野津町内の4校が統合して野津町立野津中学校（2代目）を新設。統合前の各中学校はそれぞれ野津校舎（旧野津町立野津中学校）、川登校舎（旧野津町立川登中学校）、戸上校舎（旧野津町立戸上中学校）となる（名目統合）。
- 1972年 - 校舎を統合し、新校舎を現在地に置く（実質統合）。
- 2005年 - 臼杵市との合併により臼杵市立野津中学校に改称する[1]。

## 部活動
1996年、柔道部が九州大会女子の部で団体優勝を果たした。

## 通学区域
- 野津町全域[2]

## アクセス
- 鉄道 - JR九州日豊本線犬飼駅より車で15分[3]
- バス - 臼津交通板屋バス停より徒歩2分[3]